# 정치를 한다면
《정치를 한다면》은 2020년에 SBS에서 방송된 텔레비전 프로그램이다. 1~2회는 면접을 통해 선정된 11명의 참가자가 가상의 마을 '뽀브리'에 입주해 2박 3일 동안 유세 활동으로 주민들의 마음을 얻고, 마지막 날 투표에서 최다 득표한 정당의 후보가 우승해 상금 1,000만 원을 획득하는 형식으로 진행되고, 3~4회는 4명의 정치 신인이 제21대 국회의원 선거에 도전하는 내용이다.